# Symphlebia similis
Symphlebia similis är en fjärilsart som beskrevs av Rothschild 1917. Symphlebia similis ingår i släktet Symphlebia och familjen björnspinnare. Inga underarter finns listade i Catalogue of Life.